# 4인의 실력자
"4인의 실력자"는 한국에서 제작된 김선경 감독의 1977년 영화이다. 여수진 등이 주연으로 출연하였고 정진우 등이 제작에 참여하였다.

## 출연

### 주연
- 여수진
- 남충일
- 왕호
- 모사성

## 기타
- 조명: 이민부
- 미술: 이봉선